# Don't You Wanna Stay
"Don't You Wanna Stay" é uma canção do cantor de música country norte-americano Jason Aldean, gravada para o seu quarto álbum de estúdio My Kinda Party. Conta com a participação da cantora Kelly Clarkson, sendo escrita por Andy Gibson, Paul Jenkins e Jason Sellers, com a produção a cargo de Michael Knox.

## Desempenho nas tabelas musicais

### Posições
| Tabela musical (2010-11)                 | Melhor posição |
| ---------------------------------------- | -------------- |
| Canadá - Canadian Hot 100                | 35             |
| Estados Unidos - Billboard Hot 100       | 35             |
| Estados Unidos - Billboard Country Songs | 1              |

### Certificações
| País           | Providente | Certificação |
| -------------- | ---------- | ------------ |
| Estados Unidos | RIAA       | 2× Platina   |